# Josef Hellmesberger jr.
Josef Hellmesberger jr. (Wenen, 9 april 1855 - aldaar, 26 april 1907) was een Oostenrijks componist, muziekpedagoog en violist. Hij werd meestal „Pepi“ Hellmesberger genoemd. 
Hellmesberger was enige tijd tweede violist in een strijkkwartet, waarvan zijn vader, Josef Hellmesberger sr., leider was. In 1878 werd hij solist bij de hofkapel en later docent aan het conservatorium in Wenen. Hij componeerde 22 operettes, waaronder Die Eisjungfrau en Veilchenmädel, en 6 balletten. Het bekende Ballszene (voor orkest) is een compositie van zijn vader.

## Composities

### Werken voor orkest
- Bacchanale
- Gavotte
- Heinzelmännchen, karakterstuk
- Hellmesbergiana
- Saltarello
- Tarantella
- Teufelstanz (Danse Diabolique), voor orkest
- Unter vier Augen

### Muziektheater

#### Operettes
| Voltooid in | titel                                       | aktes       | première      | libretto                                         |
| ----------- | ------------------------------------------- | ----------- | ------------- | ------------------------------------------------ |
| 1880        | Kapitän Ahlström                            | 2 bedrijven | 1880, Wenen   | Albert Hofmann                                   |
| 1880        | Der Graf von Gleichen und seine Frauen      | 3 bedrijven | 1880, Wenen   | Alois Just                                       |
| 1886        | Der schöne Kurfürst                         | 3 bedrijven | 1886, München | Heinrich Bohrmann-Riegen                         |
| 1887        | Rikiki                                      | 3 bedrijven | 1887, Wenen   | Richard Genée en Wilhelm Mannstädt               |
| 1889        | Das Orakel                                  | 3 bedrijven | 1889, Wenen   | Ignaz Schnitzer                                  |
| 1890        | Der bleiche Gast (samen met: Alfred Zamara) | 3 bedrijven | 1890, Hamburg | Victor Léon en Heinrich von Waldberg             |
| 1904        | Das Veilchenmädel                           | 3 bedrijven | 1904, Wenen   | Leopold Krenn en Carl Landu                      |
| 1904        | Die Eisjungfrau klucht                      | 2 bedrijven | 1904, Wenen   | Carl Lindau en Julius Wilhelm naar Gustav Kerker |
| 1906        | Die drei Engel                              | 3 bedrijven | 1906, Wenen   | Carl Lindau en F. Antony                         |
| 1906        | Mutzi                                       | 3 bedrijven | 1906, Wenen   | Julius Wilhelm en Robert Pohl                    |
| 1906        | Der Triumph des Weibes                      | 3 bedrijven | 1906, Wenen   | August Neidhart                                  |

#### Balletten
| Voltooid in | titel                   | aktes               | première      | libretto                 | choreografie    |
| ----------- | ----------------------- | ------------------- | ------------- | ------------------------ | --------------- |
| 1884        | Harlekin als Elektriker | 2 taferelen         | 1884, Wenen   |                          | Jules Price     |
| 1886        | Fata Morgana            | 4 aktes             | 1886, Wenen   | Salomon Hermann Moenthal |                 |
| 1887        | Die verwandelte Katze   | 3 aktes             | 1887, Wenen   | Friedrich Zell           | Carl Telle      |
| 1890        | Meißner Porzellan       | voorspeel en 1 akte | 1890, Leipzig |                          | Jean Golinelli  |
| 1891        | Das Licht               | 6 taferelen         | 1891, Leipzig | Lukas Sunder             | Jean Golinelli  |
| 1902        | Die Perle von Iberien   | 3 aktes             | 1902, Wenen   | Irene Sironi             | Josef Haßreiter |

#### Toneelmuziek
- 1881 Der Rattenfänger von Hameln (De rattenvanger van Hamelen), sprookjeskomedie 3 aktes op een tekst van Carl August Goerner, naar de gebroeders Grimm
- 1892 Vater Radetzky, feestelijk blijspel met nationale gezangen en dansen - tekst: Sigmund Schlesinger
- 1895 Die Doppelhochzeit, vaudeville in 3 bedrijven - tekst: Victor Léon en Heinrich von Waldberg
- 1895 20.000 Meilen unterm Meere, stuk in 4 aktes op een tekst van Carl Emil Julius naar Jules Verne
- 1899 Leute von heute, een klucht met zang in 3 bedrijven - tekst: Bernhard Buchbinder
- 1904 Wien bei Nacht, burleske in 1 akte - tekst: Carl Lindau en Julius Wilhelm
- 1906 Eine vom Moulin Rouge, burleske in 1 akte - tekst: Leopold Krenn

### Kamermuziek
- Tarantella, voor vier violen en piano, op. 43 nr. 1
- Romanze, voor vier violen en piano, op. 43 nr. 2

### Pedagogische werken
- 1900 Instructive Violin-Werke / Technische Lagenübungen für eine Violine zum Gebrauche am Conservatorium für Musik in Wien